# یواس‌اس لانگ (اف‌اف-۱۰۶۰)
یواس‌اس لانگ (اف‌اف-۱۰۶۰) (به انگلیسی: USS Lang (FF-1060)) یک کشتی بود که طول آن ۴۳۸ فوت (۱۳۴ متر) بود. این کشتی در سال ۱۹۶۸ ساخته شد.